# Cybalomia gyoti
Cybalomia gyoti is een vlinder uit de familie van de grasmotten (Crambidae). De wetenschappelijke naam van de soort is voor het eerst gepubliceerd in 1909 door Hans Rebel.
De soort komt voor in Egypte.